# Theophilus Presbyter
Theophilus Presbyter - Théophile le moine - (vers 1070 - 1125), est un moine allemand qui vécut probablement à la fin du XIe ou au début du XIIe siècle dans l'espace rhénan. Il fut l'auteur du traité De diversis artibus ou Schedula diversarum artium, un recueil qui représente une sorte d'encyclopédie du savoir technique au Moyen Âge dans le domaine de l'art et de l'artisanat. L'ouvrage présente pour la première fois une sorte de vulgarisation des techniques de fabrication des couleurs, des notions sur la peinture, l'art du vitrail, de la mosaïque, du niellage, de l'orfèvrerie, celui des colles, etc.

## Biographie
On ignore sa biographie, même si quelques auteurs pensent qu'il peut s'agir de Roger d'Helmarshausen, orfèvre bénédictin assez important. Dans les manuscrits de l'œuvre qui nous sont parvenus, il se nomme Rugerus en page 1 « Théophilus qui est Rugerus [...] ». Certaines allusions dans le texte font penser à un moine bénédictin.
Il fut peu connu après la Renaissance, c'est seulement après 1774, avec la première édition imprimée, réalisée par Lessing, que se réveilla l'intérêt pour le traité qu'il avait écrit : le liber de diversis artibus (« livre sur les divers arts »). Les éditions suivantes, dont le point culminant fut l'édition critique de 1874, maintinrent constamment l'intérêt sur cet ouvrage fondamental pour l'histoire des techniques artistiques du Moyen Âge. Malgré l'apparition dès 1781 des premières traductions en langues modernes, l’œuvre ne fut traduite en italien qu'en 2004.

### Sources
- (it) Cet article est partiellement ou en totalité issu de l’article de Wikipédia en italien intitulé « Teofilo monaco » (voir la liste des auteurs).
- Théophile Bérengier, Pèlerinages monastiques, par le moine Théophile , 1890.
- Pierre Garcia, « Theophine, Diversarum Artium Schedula. Manuscrit dit du Moine Théophile », dans Le métier du peintre, Paris, 1990, p. 100. Réimpression Léonce Laget.